# Dobrava, Žitara vas
Dobrava (nemško Hart) je naselje v Občini Žitara vas v Okraju Velikovec na Koroškem v Avstriji.